# 廩君蠻
廩君蠻，古代西南民族，为古代巴人的一支。又称巴蛮、巴郡南郡蛮、賨人、板楯蛮等。
因巴人首领廪君而得名，廪君蛮之由来在汉刘向《世本》中有详细记载。是古代巴国居民中较有影响的部落。秦汉时分布在今贵州东北、湖北西北、湖南西部、重庆市东部。传说原出于武落锺离山（今湖北长阳县），有巴、樊、瞫、相、郑五姓，後乘土船，從夷水至鹽陽，遷至夷城。百姓崇拜白虎，行船棺葬，事奉鬼神。汉朝以后，主要居住巴郡、南郡一带，故又称巴郡南郡蛮。與之相關聯的蠻人，分为江夏蛮、五溪蛮、西阳蛮、五水蛮、槃瓠蛮。蠻人的后裔与僚、苗族、瑶族关系密切，与苗族、土家族有渊源。